# Småkornsnicka
Småkornsnicka (Pohlia camptotrachela) är en bladmossart som beskrevs av Brotherus 1903. Småkornsnicka ingår i släktet nickmossor, och familjen Bryaceae. Arten är reproducerande i Sverige. Inga underarter finns listade i Catalogue of Life.